# Notas do Subterrâneo
Notas do Subterrâneo (BR) (também traduzido como Memórias do Subsolo ou Notas do Subsolo) ou Cadernos do Subterrâneo (PT) (em russo pré-reforma ortográfica: Записки изъ подполья e pós-reforma ortográfica: Записки из подполья, com transliteração: Zapíski iz pódpol'ia) é um curto romance de Fiódor Dostoiévski, publicado em 1864.
Para Walter Kaufmann, esta obra faz de Dostoiévski o principal precursor do existencialismo. Apresenta-se como um excerto das memórias de um empregado civil aposentado que vive em São Petersburgo. O livro, com cerca de 150 páginas (a depender da edição) é dividido em duas partes, a primeira intitulada "O Subterrâneo", contém 11 capítulos, e a segunda parte "A Propósito da Neve Derretida", possui 10 capítulos.
O personagem anônimo (chamado geralmente de Homem subterrâneo) é caracterizado como um homem amargo e isolado. O mesmo encena na primeira parte do romance um grande monólogo com a intenção de "comover" de alguma forma seu leitor. A autopercepção do leitor das Notas é descrita pelo autor como de suma importância no exercício da leitura, pois o discurso do narrador é "moldado" por seu receptor, dessa forma o seu monólogo é, na verdade, uma evocação sistemática de discursos alheios que são parodiados de forma zombeteira e crítica.
O personagem chega a dizer que é um homem mau, ou age como tal, mas que pode ser agradado e visto como uma pessoa de bem. Essa incapacidade de se livrar do peso moral o aflige, ao que o mesmo diz que os homens sanguinários eram cultos e inteligentes (reforçando as ideias de Raskolnikov em Crime e Castigo), e que ele mesmo gostaria muito de encontrar um motivo para dar sentido a sua vida, como os chamados "homens de ação". Ele conclui que "o melhor é não fazer nada".
Na segunda parte, nomeada de "A propósito da neve molhada", há três episódios que relatam de uma forma concreta como o anti-herói é encurralado socialmente pelos discursos e ações de uma sociedade. Essa narrativa é exposta sistematicamente com uma visão da consciência do protagonista, num dos melhores exemplos do recurso literário fluxo de consciência.

## Grafia do título da obra
Atualmente a grafia em russo do título da obra Notas do Subterrâneo é Записки из подполья. Na época, entretanto, da publicação das primeiras edições - como a edição original da revista Época de 1964 e outras posteriores, como a própria Polnoe sobranie sochinenii v 30 tomakh - o título correto era Записки изъ подполья. Houve, portanto, supressão do Ъ, sinal forte usado no final da preposição из. A supressão ocorreu devido a reformas linguísticas de 1918, dentro da revolução bolchevique. A diferença de grafia é portanto apenas uma questão da forma ortográfica correta de se escrever na língua russa. Hoje, devido as reformas ortográficas, só é correto o uso do título Записки из подполья, sem o sinal forte Ъ.

## Crítica, recepção e influências
O Homem subterrâneo tornou-se uma influência para diversas personagens criadas em trabalhos posteriores. Alguns exemplos disso são Nikolai Levin, personagem do romance Anna Karenina, de Leo Tolstoi, a personagem Mersault, do romance O Estrangeiro, de Albert Camus; Gregor Samsa, personagem do romance A Metamorfose, de Franz Kafka; e Moses Herzog, personagem do romance Herzog, de Saul Bellow.
O livro também influenciou fortemente o filme Taxi Driver (1976). Sobre isso, seu diretor Martin Scorcese disse: "[...]Eu fiz muita leitura ao longo dos anos, e  passei uma vida no cinema em certo sentido, assistindo muitos filmes. Mas um dos primeiros livros que eu li e causaram um forte impacto em mim, que eu realmente quis fazer (filmar) ou fazer versões - ou outras versões de outras obras deste autor - é Notas do Subsolo de Dostoiévski. Então, essa é a coisa mais próxima que eu cheguei a fazer.[...]".